# Vincent Johnson
Vincent Johnson (6 januari 1969) is een veroordeelde Amerikaanse seriemoordenaar. Hij heeft bekend zes moorden gepleegd te hebben op vrouwen die evenals hijzelf verslaafd aan drugs waren. Omdat hij al zijn slachtoffers wurgde, met wat op dat moment dan ook voorhanden was, kreeg hij de bijnaam Brooklyn Strangler.

## Opsporing
In het onderzoek naar een reeks moorden op prostituees in Brooklyn in 1999 en 2000 kwam de politie uit bij een dakloze man, van wie ze wisten dat hij zich weleens bij de gedode vrouwen ophield. Hoewel de agenten hem als belangrijkste verdachte zagen, wees DNA-onderzoek uit dat ze hierin fout zaten. Niettemin bleken ze in hem de sleutel gevonden te hebben tot de oplossing van de zaak.
Na van blaam gezuiverd te zijn, bouwde de dakloze man een vriendschappelijke band op met verschillende agenten die zich bezighielden met de moordzaak. Deze vertelde hij over een andere dakloze man met wie hij weleens crack gebruikte en die een fascinatie zou hebben voor sadomasochisme. Dit bleek Johnson te zijn.
Hoewel Johnson weigerde DNA af te staan, legde een agent hier toch de hand op doordat hij zag dat deze op straat spuugde. Uit forensisch onderzoek bleek het DNA dat hieruit gehaald kon worden, overeen te komen met dat wat was gevonden op vier van de vermoorde vrouwen. Johnson bekende vervolgens het doden van zes vrouwen. Hoewel hij van een zevende moord wordt verdacht, ontkent de Amerikaan iets met deze zaak te maken te hebben.
Johnson zit een levenslange gevangenisstraf uit in de  Clinton Correctional Facility in Clinton County (New York), zonder kans op vrijlating.

## Slachtoffers
- Vivian Caraballo
- Joanne Feliciano
- Laura Nusser
- Patricia Sullivan
- Rhonda Tucker
- Elizabeth Tuppeny